# José Luis Rodríguez Zapatero

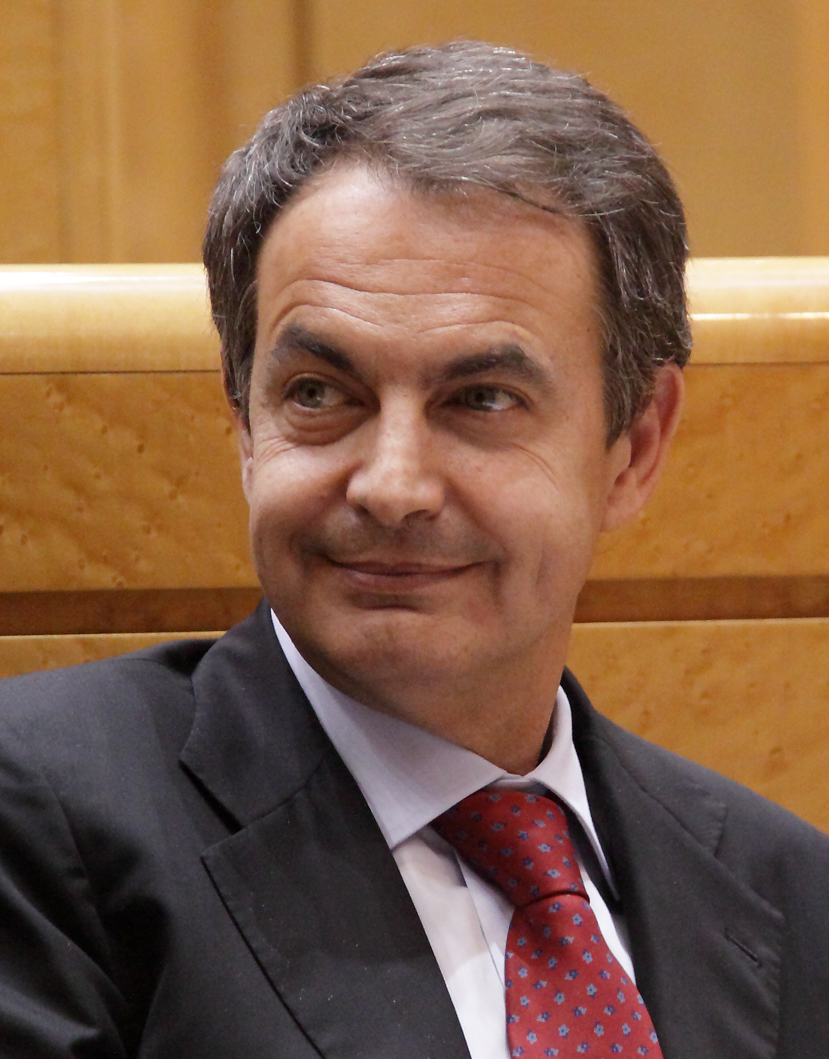
José Luis Rodríguez Zapatero (2011)

José Luis Rodríguez Zapatero [xo'se 'lwis roˈðɾiɣeθ θapaˈteɾo] anhörenⓘ (* 4. August 1960 in Valladolid, Spanien) ist ein spanischer Politiker (PSOE). Er war vom 17. April 2004 bis zum 20. Dezember 2011 Ministerpräsident von Spanien und von Juli 2000 bis Februar 2012 PSOE-Vorsitzender.
Zu den Maßnahmen seiner Regierung gehören außenpolitisch der Abzug der spanischen Truppen aus dem Irakkrieg und die Initiative der Allianz der Zivilisationen sowie innen- und gesellschaftspolitisch die Legalisierung der gleichgeschlechtlichen Ehe, ein neues Abtreibungsrecht, die Aufnahme von Friedensverhandlungen mit der ETA und die Stärkung der Autonomen Regionen.

## Leben

### Herkunft
Rodríguez Zapatero stammt aus dem Bildungsbürgertum. Er ist der Sohn eines Anwalts und besuchte als Kind  und Jugendlicher Privatschulen. Die Familientradition weist sehr gegensätzliche Prägungen auf.
Während sein Großvater väterlicherseits, der Armeehauptmann Juan Rodríguez Lozano, im Spanischen Bürgerkrieg bereits früh verhaftet und im August 1936 hingerichtet wurde, weil er mit den Sozialisten sympathisierte und sich den Franquisten verweigerte, arrangierte sich sein Großvater mütterlicherseits, der Arzt Faustino Zapatero Ballesteros, mit dem Franco-Regime, in welchem er eine erfolgreiche akademische Laufbahn durchlief.
Zapatero studierte Rechtswissenschaften an der Universität von León und absolvierte 1982 sein Examen. Daraufhin war er bis 1986 als Assistent für Verfassungsrecht an der Universidad de León beschäftigt.

### Politisches Engagement

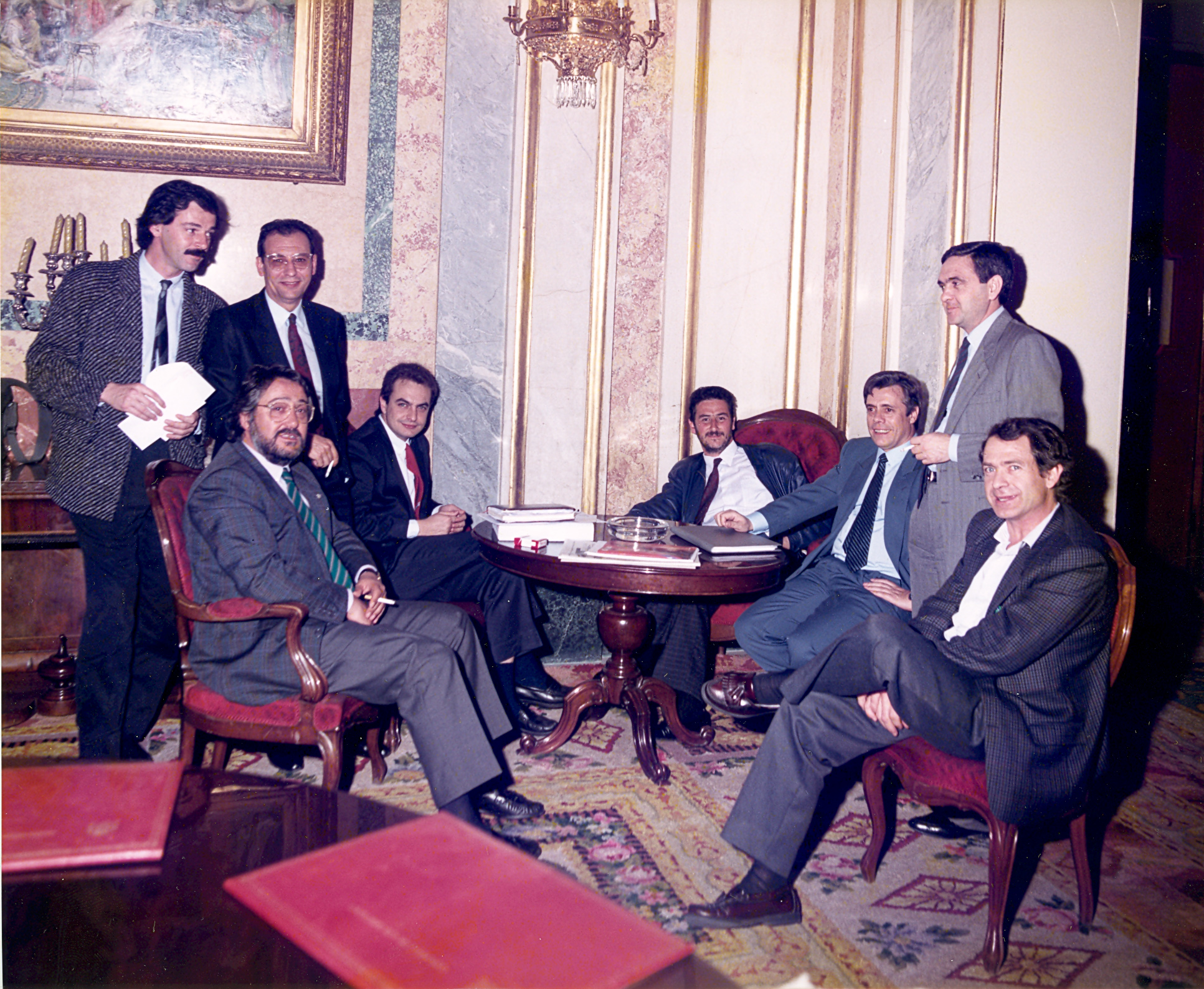
Zapatero (Vierter von links) im Congreso de los Diputados im Mai 1988

An einem politischen Wahlkampf nahm Zapatero erstmals 1977 in Gijón teil, als sich Spanien in der Transición auf die ersten demokratischen Wahlen seit dem Tod des Diktators Francisco Franco vorbereitete. Sprecher auf dieser Wahlkampfveranstaltung war der PSOE-Vorsitzende und spätere spanische Ministerpräsident Felipe González, den Zapatero mehrmals bei dessen öffentlichen Auftritten anhörte, bevor er sich 1979 zur Mitgliedschaft im PSOE entschied, weil er nach eigener Aussage stark von dessen Wahlauftritt beeindruckt war.
Ab 1982 stand Zapatero der Jugendorganisation des PSOE in der Provinz León vor. Bei der Wahl am 22. Juni 1986 wurde er zum jüngsten Abgeordneten in der spanischen Abgeordnetenkammer. Im Juni 1988 wurde er PSOE-Vorsitzender in der Provinz. 1997 stieg er in den Vorstand der spanischen Sozialisten auf.
Die Wahlen im März 2000 brachten dem PSOE eine Niederlage, die zum Rücktritt des Parteichefs Joaquín Almunia noch am Wahlabend führte und einen personellen Wechsel und einen Strategiewechsel nahelegte. Zapatero präsentierte sein Programm Nueva vía und setzte sich in der knappen Wahl  zum Parteivorsitz im Juli 2000 überraschend gegen José Bono durch. Matilde Fernández und Rosa Díez hatten ebenfalls kandidiert. Zapatero konnte  die Mehrheit der Delegierten mit einer Annäherung an das Programm von New Labour und der SPD überzeugen. Soziale Wohlfahrt, eine tolerante und aufnahmefähige Einwanderungsgesellschaft, Arbeitsplatzsicherheit und die Förderung von Kultur und Demokratie wollte er auf pragmatischem Weg erreichen.
Dieses Amt hatte er bis zum 38. Parteitag des PSOE (3.–5. Februar 2012) inne; sein Nachfolger wurde Alfredo Pérez Rubalcaba.

### Regierungsvorsitz
Aus den kurz nach den Madrider Zuganschlägen vom 11. März 2004 stattfindenden spanischen Parlamentswahlen vom 14. März 2004 ging der von ihm als Spitzenkandidat angeführte PSOE überraschend als Sieger hervor. Mit 164 von insgesamt 350 Abgeordnetensitzen verpasste der PSOE dabei knapp die absolute Mehrheit. In ihrer konstituierenden Sitzung am 16. April 2004 wählte die spanische Abgeordnetenkammer Zapatero mit 183 von 350 Stimmen zum neuen Ministerpräsidenten. Er erhielt dabei die Stimmen seiner Partei, der Izquierda Unida sowie einiger nationalistischer Regionalparteien.
Bei den Parlamentswahlen am 10. März 2008 erhielt der PSOE 169 von 350 Sitzen der Abgeordnetenkammer. Er verfehlte damit erneut knapp die absolute Mehrheit. Am 11. April 2008 wurde er nur mit den Stimmen seiner Partei im zweiten Wahlgang erneut zum Ministerpräsidenten gewählt. Im ersten Wahlgang zwei Tage zuvor, für den eine absolute Mehrheit der Abgeordneten notwendig gewesen wäre, war er nicht gewählt worden, da die kleinen Parteien, die bei der Parlamentswahl stark verloren hatten, sich der Stimme enthielten oder (im Falle der ERC) gegen ihn stimmten.

### Politik als Regierungschef

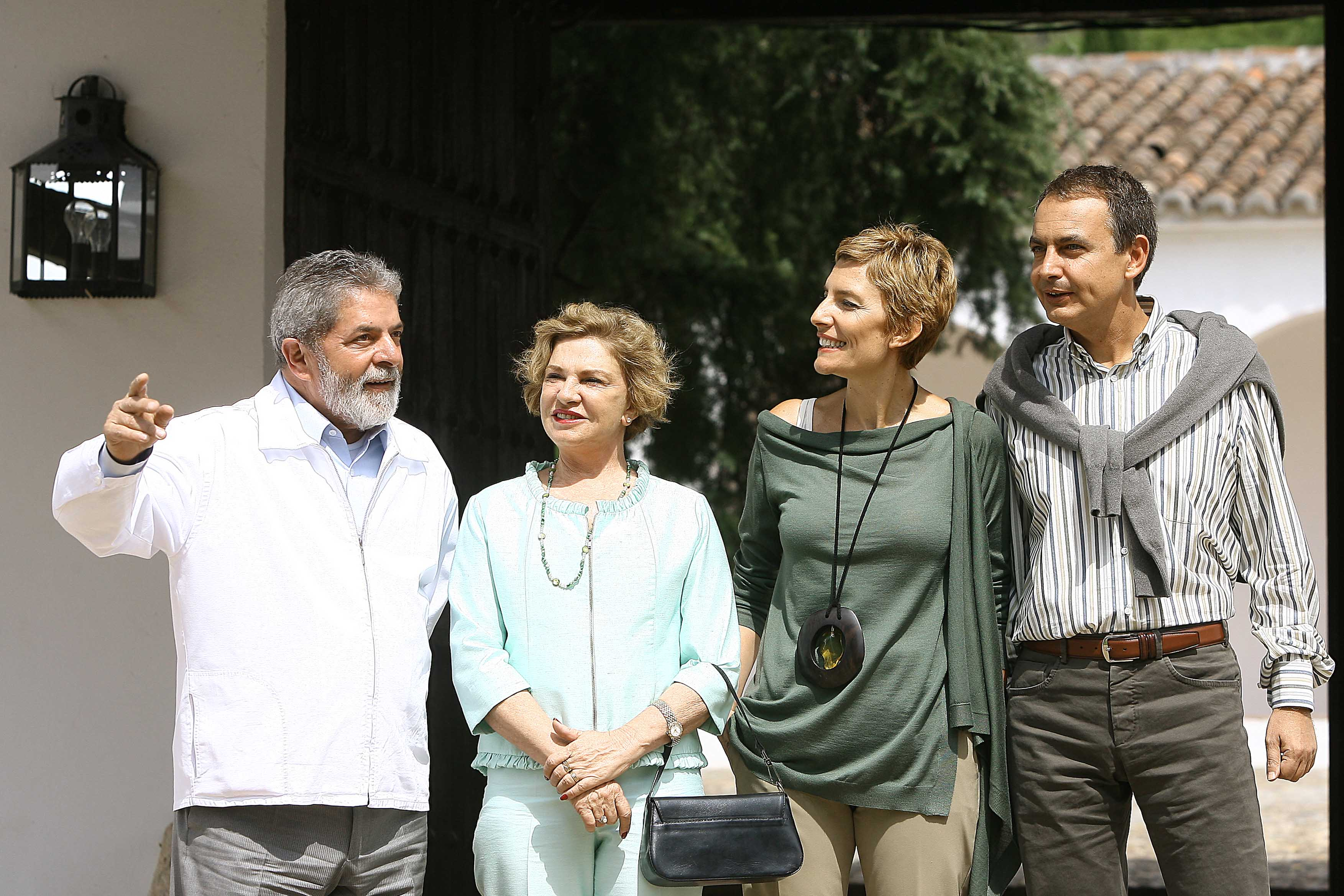
Zapatero mit seiner Frau Sonsoles Espinosa und dem brasilianischen Präsidentenpaar (2007 in Toledo)

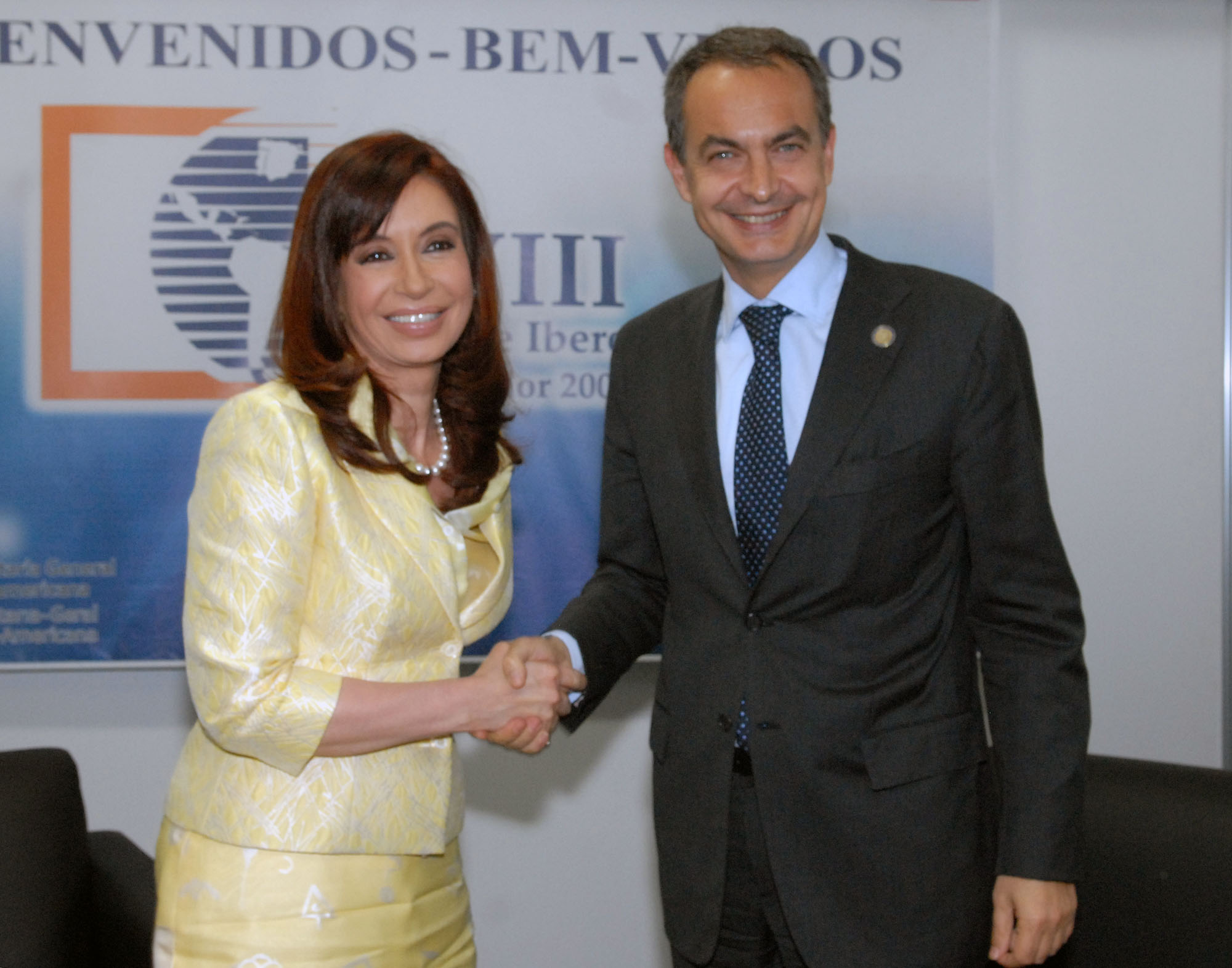
Zapatero mit der argentinischen Präsidentin Cristina Fernández de Kirchner auf dem Iberoamerika-Gipfel 2008 in Santiago

Im Vorfeld der Wahl 2004 befand sich Zapatero politisch auf der Seite der Gegner des Irakkriegs. Unmittelbar nach der Parlamentswahl 2004 hatte er das Verbleiben der spanischen Truppen im Irak mit der Übernahme einer wichtigen Rolle durch die UNO verknüpft. Die Wahrscheinlichkeit hierzu schätzte er jedoch als gering ein. Gleich nach der Wahl zum Ministerpräsidenten am 16. April 2004 bestand deshalb eine seiner ersten Amtshandlungen darin, den baldigen Truppenabzug aus dem Irak bekannt zu geben. Wegen der Haltung zum Irakkrieg kühlten sich die Beziehungen zu den USA zusehends ab und verbesserten sich erst nach der Wahl von Barack Obama zum US-Präsidenten Ende 2008 wieder.
Europapolitisch trat Zapatero im Gegensatz zu seinem Vorgänger Aznar für eine deutlich integrationsfreundlichere Haltung ein und gab unter anderem 2004 den spanischen Widerstand gegen den EU-Verfassungsvertrag auf. Mit der spanischen EU-Ratspräsidentschaft 2010 übernahm Zapatero auch im Europäischen Rat eine wichtige Rolle. Er war der erste Regierungschef, der aufgrund der durch den Vertrag von Lissabon neu eingeführten Regelungen nicht mehr den Ratsvorsitz einnahm. Stattdessen wurde dieser von dem ersten ständigen Präsidenten des Europäischen Rates, Herman Van Rompuy, eingenommen. Zapatero und Van Rompuy kündigten dabei eine enge Zusammenarbeit und Abstimmung an, wobei die spanische Regierung Zurückhaltung versprach, um das neu geschaffene Amt nicht zu beschädigen.
Auch zum Nachbarland Marokko baute Zapatero wieder eine bessere Beziehung auf. Zudem initiierte er zusammen mit dem türkischen Ministerpräsidenten Recep Tayyip Erdoğan die UN-Initiative der Allianz der Zivilisationen, für die er 2010 den „Internationalen-Atatürk-Friedenspreis“ (türkisch: Atatürk Uluslararası Barış Ödülü) erhielt. 2008 gelang es Zapatero, Spanien als dauerhaften Gast der G-20-Gipfel zu etablieren.
Innenpolitisch stand Zapatero für eine gesellschaftliche Reformpolitik. Er setzte sich für die Gleichberechtigung und eine gemäßigte Auflockerung des spanischen Zentralstaats ein. Wirtschaftspolitisch führte er zunächst den ordnungspolitischen Kurs der Vorgängerregierung prinzipiell fort, setzte aber soziale Akzente. Zu den Neuerungen zählte auch die Einführung eines Vaterschaftsurlaubes.
Seine erste Amtsperiode war geprägt von einer starken Polarisierung der spanischen Innenpolitik durch Auseinandersetzungen mit der größten Oppositionspartei PP und einigen gesellschaftlichen Gruppen, insbesondere der katholischen Kirche. Zu den umstrittensten Maßnahmen gehörten die später gescheiterten Friedensverhandlungen mit der baskischen Terrororganisation ETA, die Einführung der gleichgeschlechtlichen Ehe, das Gesetz des Historischen Angedenkens zur Aufarbeitung der Franco-Diktatur mehrfache Legalisierungen des Aufenthaltsstatus’ großer Zahlen illegaler Einwanderer sowie die Stärkung der Autonomen Gemeinschaften, insbesondere mittels des Autonomiestatuts von Katalonien von 2006. Seine Minderheitsregierung erhielt für diese Vorhaben die Unterstützung mehrerer kleinerer Parteien und somit jeweils eine Mehrheit im Parlament.
Die zweite Amtsperiode ab 2008 war vor allem vom Platzen der spanischen Immobilienblase geprägt, die mit der weltweiten Finanz- und Wirtschaftskrise zusammenfiel. Aufgrund der starken Abhängigkeit vom Bausektor, der bis zu 11 % des spanischen BIP ausmachte und in Zapateros Regierungszeit für ein hohes Wirtschaftswachstum gesorgt hatte, traf dieser Zusammenbruch Spanien besonders hart. Zapatero erklärte dabei zunächst, die Krise ohne sozialstaatliche Einschnitte überwinden zu wollen, und nahm dafür hohe Haushaltsdefizite in Kauf. Nachdem Spanien jedoch während der Euro-Krise unter starken Druck geraten war, kündigte Zapatero im Mai 2010 überraschend die bis dahin größte Kürzung von Sozialleistungen seit Beginn der spanischen Demokratie an. Es wurde aber weitere gesellschaftspolitische Reformen verabschiedet, darunter ein neues, liberaleres Abtreibungsrecht.
Anfang April 2011 ließ er auf einem Parteitag in Madrid verlauten, bei der Parlamentswahl, die für März 2012 vorgesehen war, nicht erneut als Spitzenkandidat des PSOE anzutreten. Am 29. Juli 2011 kündigte Zapatero vorgezogene Parlamentswahlen für den 20. November 2011 an. Damit reagierte er auf die wirtschaftliche Situation seines Landes. Zu seinem Nachfolger als Regierungschef wurde am 20. Dezember 2011 Mariano Rajoy von der konservativen PP gewählt. Im Februar 2012 gab Zapatero auch das Amt des Generalsekretärs des PSOE ab. Sein Nachfolger wurde Alfredo Pérez Rubalcaba, der auch der Spitzenkandidat des PSOE bei der Wahl 2011 gewesen war.

### Sonstiges
Er ist mit Sonsoles Espinosa verheiratet und Vater zweier Töchter.